# Tolors
Tolors – wieś w Armenii, w prowincji Sjunik. W 2011 roku liczyła 332 mieszkańców.